# Men of Honor
Ne doit pas être confondu avec Des hommes d'honneur ou Les Chemins de la dignité.
Pour plus de détails, voir Fiche technique et Distribution.
Men of Honor ou Journey's End au Québec (Journey's End) est un film de guerre britannique réalisé par Saul Dibb, sorti en 2017. Il s’agit de l’adaptation de la pièce de théâtre Journey's End de Robert Cedric Sherriff (1928).

## Synopsis
En mars 1918, vers la fin de la Première Guerre mondiale, dans les tranchées de l'Aisne, un petit groupe de soldats attend la mort sous les bombardements de l'ennemi. Le sous-lieutenant Raleigh, dix-huit ans, rejoint les hommes dirigés par son ami d'enfance, le capitaine Stanhope, âgé de vingt ans. Mais ce dernier est gravement fragilisé par la guerre.

## Fiche technique
Sauf indication contraire, les informations mentionnées dans cette section peuvent être confirmées par la base de données cinématographiques IMDb,  présente dans la section « Liens externes ».
- Titre original et québécois[1] : Journey's End
- Titre français : Men of Honor
- Réalisation : Saul Dibb
- Scénario : Simon Reade, d'après la pièce de théâtre Journey's End de Robert Cedric Sherriff
- Direction artistique : Kristian Milsted
- Décors : Philip Barber
- Costumes : Anushia Nieradzik
- Photographie : Laurie Rose (en)
- Montage : Tania Reddin
- Musique : Natalie Holt
- Production : Guy de Beaujeu et Simon Reade
- Société de production : Fluidity Films
- Sociétés de distribution : Lionsgate ; TVA Films[1] (Québec)
- Pays d'origine :  Royaume-Uni
- Langues originales : anglais, allemand, français
- Format : couleur
- Genre : guerre
- Durée : 107 minutes
- Dates de sortie : 
  - Canada : 8 septembre 2017 (Festival international du film de Toronto)
  - Royaume-Uni : 2 février 2018
  - Québec : 30 mars 2018[1]
  - France :  23 octobre 2018 (DVD)

## Distribution
- Sam Claflin : le capitaine Stanhope
- Asa Butterfield : le sous-lieutenant Raleigh
- Toby Jones : le soldat Mason
- Tom Sturridge : le sous-lieutenant Hibbert
- Stephen Graham : le sous-lieutenant Trotter
- Paul Bettany : le lieutenant Osborne
- Robert Glenister : le Colonel
- Nicholas Agnew : le caporal Pincher
- Miles Jupp : Hardy
- Theo Barklem-Biggs : Watson
- Jake Curran : Hammond
- Andy Gathergood : le sergent-major
- Rupert Wickham : le général Raleigh
- Jack Holden : Bert
- Tom Ward-Thomas : le subalterne de Hardy
- Jack Riddiford : Evans
- Elliot Balchin : Peters
- Alaïs Lawson : Angele
- Adam Colborne : le privé Graham
- Eirik Bar : Ernst, le prisonnier allemand
- Rose Reade : Margaret

## Accueil
Festival et sortie
Journey's End est sélectionné dans la catégorie « Special Presentations » et projeté le 8 septembre 2017 au Festival international du film de Toronto, avant la sortie nationale le 2 février 2018 au Royaume-Uni.
Au Québec, il sort le 30 mars 2018.

## Distinctions
- Waterloo Historical Film Festival 2018 : 
  - Clion des meilleurs costumes et décors
  - Prix du public